# Thomas Alexander Smith
Thomas Alexander Smith (ur. 3 września 1850, zm. 1 maja 1932) – amerykański polityk związany z Partią Demokratyczną. W latach 1905–1907 był przedstawicielem pierwszego okręgu wyborczego w stanie Maryland w Izbie Reprezentantów Stanów Zjednoczonych.